# Georg Rosen (Diplomat, 1820)

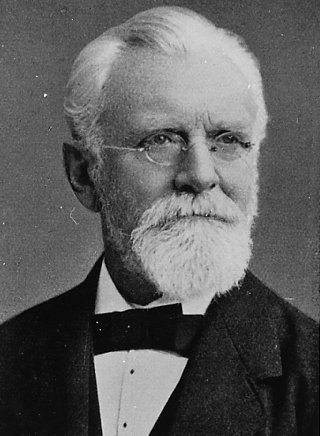
Georg Rosen

Georg Friedrich Wilhelm Rosen, eigentlich Georg Friedrich Wilhelm Ballhorn (* 21. September 1820 in Detmold; † 29. Oktober 1891 ebenda) war ein deutscher Iranist, Turkologe und Diplomat.

## Familie
Georg Rosen war der Sohn von Friedrich Ernst Ballhorn-Rosen und Halbbruder von Friedrich August Rosen.
Verheiratet war Georg Rosen mit Serena Anna Moscheles (1830–1902), der einzigen Tochter des Komponisten Ignaz Moscheles. Er war Vater des späteren deutschen Außenministers Friedrich Rosen (1856–1935), des Botanikers Felix Rosen (1863–1925) sowie der Malerin Jelka Rosen (1868–1935). Sein Enkel Georg war im japanisch-chinesischen Krieg 1937 an der Errichtung einer Schutzzone für die chinesische Zivilbevölkerung in Nanjing beteiligt, was Tausenden das Leben rettete.

## Leben
Georg Rosen besuchte das Detmolder Gymnasium Leopoldinum, wo der Schriftsteller Rudolf Cruel ein Klassenkamerad war. Später studierte Rosen in Berlin unter anderem bei dem Begründer der deutschen Orientalistik Friedrich Rückert, Julius Heinrich Petermann, dem Sanskritforscher Franz Bopp und in Leipzig Arabistik bei Heinrich Leberecht Fleischer.
Im Alter von 23 Jahren gab er 1843 seine Sprachlehre der Neupersischen Sprache Elementa persica mit Grammatik und Glossar heraus. Von Alexander von Humboldt empfohlen, brach er im Auftrag der Preußischen Akademie der Wissenschaften zu einer sprachlich-volkskundlichen Forschungsreise in den Kaukasus auf. Während eines längeren Aufenthalts im damals noch persisch geprägten Tiflis vertiefte Rosen seine Kenntnisse des Persischen und freundete er sich mit dem Dichter Friedrich von Bodenstedt an. Im Ergebnis dieser Forschungsreise publizierte er Über die Sprache der Lasen und seine Ossetische Sprachlehre. Hierin führte er als Erster den Nachweis, dass einige kaukasische Dialekte mit dem Baskischen verwandt sind. 1858 wurde er zum korrespondierenden Mitglied der Preußischen Akademie der Wissenschaften gewählt.
Auf Vermittlung Humboldts wurde Rosen 1844 Dragoman bei der preußischen Gesandtschaft in Konstantinopel. Während seines Dienstes dort beschäftigte sich Rosen intensiv mit der Politik, Geschichte, Kultur und Literatur der Türkei und Persiens. Während dieser Zeit entstanden sein Das Buch des Sudan oder Reisen des Scheich Zain el Abidin in Nigritien und seine Übersetzung von Mesnevi oder Doppelverse des Scheich Mewlana, Dschelal ed Din Rumi (des Begründers des Ordens der tanzenden Derwische).
Von 1852 bis 1867 war er preußischer Konsul in Jerusalem. Während dieser Zeit publizierte er Untersuchungen über die Topographie von Jerusalem, über samaritische Inschriften, über das Felsengrab von Palästina und seine Bedeutung für die formelle Ausbildung der christlichen Kirche sowie über Syrien, das Land und seine Bewohner. Sein wissenschaftliches Hauptwerk aus dieser Zeit ist Die Geschichte der Türkei vom Siege der Reform 1826 bis zum Pariser Traktat vom Jahre 1856. Zudem übersetzte er dort das Papageienbuch (Tuti - Nameh), eines seiner auch außerhalb der Fachwelt bekanntesten und mehrfach aufgelegten Werke.
1867 wurde Rosen Generalkonsul des Norddeutschen Bundes, ab 1871 des Deutschen Reichs, in Belgrad (bis 1875). Dort erlernte er die serbische und bulgarische Sprache und machte in Übersetzungen kroatische Volkslieder (erschienen in der Zeitschrift Deutsche Dichtung) und bulgarische Volksdichtungen auf Deutsch bekannt. Andere Schriften über die politiſche Geschichte der Südslawen aus jener Zeit sind Die Beziehungen des Serbenvolkes zu Rußland (Historisches Taschenbuch, 5. Folge, Bd. VIII), Serbien in seinen politischen Beziehungen zu Rußland (Leipzig 1877 unter dem Pseudonym K. Wardi) und Serbien und Bulgarien in ihren Wechselbeziehungen (erschienen in der Deutschen Revue).
In den Ruhestand getreten, kehrte er 1875 in seine Vaterstadt Detmold zurück, wo er sich ganz der wissenschaftlichen Tätigkeit widmete. Rosen lieferte zahlreiche größere Beiträge zu Brockhaus’ Konversationslexikon, zu Ersch und Grubers Enzyklopädie der Wissenschaften, zur Zeitschrift der Deutschen morgenländischen Gesellschaft, zum Johanniter - Wochenblatt, das frühzeitig großes Interesse für den Orient zeigte, und insbesondere auch für die Deutsche Revue.

## Ehrungen
1849 benannte der deutsche Botaniker Karl Heinrich Koch (1809–1879) den Alpenveilchen-Blaustern (Scilla rosenii K.Koch) zu Ehren seines Reisebegleiters Georg Rosen. 
Mit Beschluss des Magistrats vom 7. Mai 1907 erhielt die frühere Hornoldendorfer Straße in Detmold Rosen zu Ehren ihren Namen Rosenstraße.

## Schriften
- Narrationes persicae. Veith, Leipzig 1843. (Digitalisat) (womit er die preußische Regierung auf sich aufmerksam machte und von seiner Befähigung überzeugte)
- Mesnewi oder Doppelverse des Scheich Mewlana Dschelal-ed-din Rumi, aus dem Persischen übertragen von Georg Rosen. Fr. Chr. Wilh. Vogel, Leipzig 1849.
- Über die Sprache der Lazen. Lemgo 1844.
- Ossetische Grammatik. Lemgo 1846.
- Das Buch des Sudan oder Reisen des Scheich Zain el Abidin in Nigritien (Übersetzung). Leipzig 1847, Friedrich Christian Wilhelm Vogel, Digitalisat bereitgestellt durch das Münchener Digitalisierungs-Zentrum
- Ueber die in Constantinopel gedruckte türkische Uebersetzung von Taberi's Geschichtswerke. In: Zeitschrift der Deutschen Morgenländischen Gesellschaft, Band 2. 1848. S. 159–187 (Digitalisat).
- Beiträge zur türkischen Lexikographie. In: Zeitschrift der Deutschen Morgenländischen Gesellschaft, Band 4. 1850. S. 392–393 (Digitalisat).
- Ueber die Lage des alten Debîr im Stamme Juda. In: Zeitschrift der Deutschen Morgenländischen Gesellschaft, Band 11. 1857. S. 50–64 (Digitalisat).
- Eine Kasîde von 'Izzet Mola. In: Zeitschrift der Deutschen Morgenländischen Gesellschaft, Band 11. 1857. S. 312–316 (Digitalisat).
- Ueber das Thal und die nächste Umgegend Hebrons. In: Zeitschrift der Deutschen Morgenländischen Gesellschaft, Band 12. 1858. S. 477–513 (Digitalisat).
- Übersetzung des „Tuti-nameh“ („Papageienbuch“), einer Sammlung orientalischer Erzählungen und Märchen (Leipzig 1858, 2 Bände)
- Proben neuerer gelehrter Dichtkunst der Araber. In: Zeitschrift der Deutschen Morgenländischen Gesellschaft, Band 13. 1859. S. 249–255 (Digitalisat).
- Topographisches aus Jerusalem. In: Zeitschrift der Deutschen Morgenländischen Gesellschaft, Band 14. 1860. S. 605–621 (Digitalisat).
- Ueber samaritanische Inschriften. In: Zeitschrift der Deutschen Morgenländischen Gesellschaft, Band 14. 1860. S. 622–631 (Digitalisat).
- Ueber Nâblus und Umgegend. In: Zeitschrift der Deutschen Morgenländischen Gesellschaft, Band 14. 1860. S. 634–639 (Digitalisat).
- Proben neuerer gelehrter Dichtkunst der Araber. In: Zeitschrift der Deutschen Morgenländischen Gesellschaft, Band 14. 1860. S. 692–705 (Digitalisat).
- Das Haram zu Jerusalem und der Tempelplatz des Moria. Gotha 1866.
- Geschichte der Türkei vom Sieg der Reform 1826 bis zum Pariser Traktat 1856. 2 Bände. Leipzig 1866–1867.
- Die Balkan-Haiduken. Leipzig 1878.
- Bulgarische Volksdichtungen, ins Deutsche übertragen. Leipzig 1879.
- Türkje bilürmisiniz? (Verstehen Sie Türkisch?) Türkischer Sprachführer, bestehend aus kurzgefaßter türkischer Grammatik, einer Wörtersammlung und aus dem Leben gegriffenen Gesprächen, zur raschen Erlernung der türkischen Sprache. Leipzig 1891.
- Viele weitere wissenschaftliche Beiträge und Artikel, zum Beispiel Proben neuerer gelehrter Dichtungen der Araber, topographische Aufsätze über Jerusalem und Nachrichten über alte Handschriften des samaritanischen Pentateuch (finden sich alle in der Zeitschrift der Deutschen Morgenländischen Gesellschaft)